# Emanuele d'Astorga
Emanuele d'Astorga, född den 11 mars 1680, död den 21 augusti 1736, var en italiensk kompositör.
d'Astorga uppehöll sig bland annat i Palermo, Wien, London och Lissabon, ivrigt intresserad av musiklivet och flitigt verksam som kompositör. d'Astorga är i synnerhet kände för ett Stabat mater och en rad kammarkantater.